# Thérèse Bertrand-Fontaine
Pour les articles homonymes, voir Bertrand et Fontaine.
Thérèse Bertrand-Fontaine, née le 15 octobre 1895 à Paris 6e et morte le 24 décembre 1987 à Paris 14e, est un médecin français.
Première femme médecin des hôpitaux de Paris, elle étudie notamment les pneumonies, les maladies hépatiques et rénales, l'amylose. Chef de service hospitalier pendant vingt ans, elle préside la Société médicale des hôpitaux. Elle est la première femme membre de l'Académie nationale de médecine en tant que médecin.

## Biographie
Thérèse Marcelle Bertrand, née en 1895, est la fille du géologue Marcel Bertrand (1847-1907), le fondateur de la tectonique moderne, et de Mathilde Mascart. Son père et ses deux grands-pères sont membres de l'Académie des sciences.
Elle fait ses études au collège Sévigné, puis à la faculté de médecine de Paris. En 1919, elle épouse Philippe Fontaine, industriel,, fils de l'ingénieur et mécène Arthur Fontaine, président de l'OIT. Elle ajoute alors au sien le patronyme de son mari. Elle réussit en 1921 le concours de l'internat.

### Première femme médecin des hôpitaux de Paris
Interne des hôpitaux de Paris de 1922 à 1926, elle est reçue en 1928 au concours du clinicat ; elle est en 1930 la première femme à devenir médecin des hôpitaux de Paris,. Elle exerce alors à l'hôpital de la Charité, puis à l'hôpital Broussais. Elle est également cheffe de laboratoire de Henri-Hartmann. Elle met en place les confrontations anatomo-chirurgicales, en plus des séances anatomo-cliniques.
Thérèse Bertrand-Fontaine axe principalement ses travaux de recherche clinique sur les pneumonies, les maladies hépatiques, les maladies rénales, l'amylose.

### Cheffe de service, résistante
Au début de la Seconde Guerre mondiale, elle a la responsabilité de la défense passive de l'hôpital Lariboisière et du quartier. Elle est ensuite choisie pour remplacer un professeur mobilisé.
Elle participe à la Résistance et fait partie du « Comité de la Résistance médicale ». Elle est à cette époque chef de service à l'hôpital Fernand-Widal, alors appelé la Maison Dubois.
Après la guerre elle passe à l'hôpital Beaujon, où elle est également cheffe de service, pendant quinze ans, jusqu'en janvier 1961. Après sa retraite, elle continue à travailler régulièrement à l'hôpital Émile-Roux et y dirige un service de malades chroniques.

### Académie nationale de médecine
Elle est présidente de la Société médicale des hôpitaux jusqu'en 1961.
Thérèse Bertrand-Fontaine est élue en 1969 membre titulaire de l'Académie nationale de médecine. Elle est la troisième femme, après Marie Curie en 1922, et Gabrielle Renaudin en 1941, à devenir membre de cette institution, et la première femme à l'être en tant que médecin.

### Décès, postérité
Elle meurt le 24 décembre 1987, à 92 ans. Elle était grand officier de la Légion d'honneur,.
- De son mariage avec l'industriel Philippe Fontaine, elle a deux enfants[3] :
  - Martine Fontaine (1920-1996), médecin ophtalmologiste, professeur des universités[13],[14] ;
  - Rémi Fontaine (1923-1945), déporté politique pendant l'Occupation, mort en sanatorium peu après sa libération[3].

## Principales publications
- Étude clinique et anatomique des pneumopathies à pneumo-bacilles de Friedländer, thèse de médecine, Paris, Amédée Legrand, 1926.
- Signe d'Argyll-Roberston, Poitiers, 1930 (avec René Moreau et Raymond Garcin).
- Tumeur de la moelle cervicale évoluant sous les traits d'une sclérose latérale amyotrophique, ablation, guérison, Poitiers, 1933 (avec Raymond Garcin, D. Petit-Dutaillis et J. Laplane).
- Sur trois cas de sarcomes à cellules géantes du sein, Paris, Masson, 1933 (avec H. Hartmann et P. Guérin).
- Hémophilie et hémogénie, s.l., 1934 ; tirage à part d'un extrait de la Revue odontologique, juin 1934.
- Ptérygium colli, Bobigny, 1943 (avec Marcel Fèvre).
- Tumeurs du sein, Paris, Masson, 1951 (avec Henri Hartmann et Paul Guérin).
- Les Néphrites ascendantes, Paris, Masson, 1955.

## Hommages et distinctions
- Grand officier de la Légion d'honneur[11],[12] ;
- Médaille de la Résistance française (décret du 15 octobre 1945)[15] ;
- Membre titulaire de l'Académie nationale de médecine, 1969[11].

## Sources bibliographiques
- « Bertrand-Fontaine, Thérèse : Médecin française », dans Béatrice Didier, Antoinette Fouque, Mireille Calle-Gruber et al., Le Dictionnaire universel des créatrices, Paris, Éditions des femmes, 2013 (ISBN 2721006517 et 9782721006516).
- Raymond Bastin, Éloge de Thérèse Bertrand-Fontaine (1895-1987), Paris, Académie nationale de médecine, 1987 – paru ensuite dans le Bull. de l'Académie de médecine : Raymond Bastin, « Éloge de Thérèse Bertrand-Fontaine (1895-1987) », Bulletin de l'Académie nationale de médecine, G. Masson éditeur, Libraire de l'Académie de médecine, vol. 173, no 4,‎ 1989, p. 485-494 lire en ligne sur Gallica.
- Roselyne Febvre, Le cœur des femmes, Boulogne, Timée Éditions, 2004 (Chapitre 4 – Femmes de savoirs).
- « Bertrand-Fontaine (Thérèse) », dans Who's Who in France - 1973-1974, Paris, 1973, p. 242.
- Who's Who in France, XXe siècle, Levallois-Perret, Lafitte, 2001.